# Cirkus
 Ovo je glavno značenje pojma Cirkus. Za druga značenja pogledajte Cirkus (antika).
Današnje značenje riječi cirkus odnosi se uglavno na putujuće cirkuse koji su tvrtke čija je djelatnost zabava gledatelja pri kojoj skupina umjetnika prikazuje ili izvodi razna umječa (akrobatika, klauniranje, magiju, nastupe dresiranih životinja).
U cirkusu djeluje zajednica umjetnika izvođača.
U nekim izvedbama nastupaju dresirane životinje kao primjerice medvjedi, majmuni, tigrovi, lavovi, slonovi, tuljani deve.
Omiljene životinje su i konji ili druge domaće životinje (npr. psi). Predstave se obično održavaju u velikom ovalnom cirkuskim šatoru. Arena je okružena klupama za gledatelje. 

## Vanjske poveznice

### Sestrinski projekti
|  | Zajednički poslužitelj ima još gradiva o temi Cirkus |
|  | Wječnik ima rječničku natuknicu cirkus               |